# Amt Ladelund
Das Amt Ladelund war ein Amt im Kreis Südtondern in Schleswig-Holstein. Es bestand aus den vier nachfolgend genannten Gemeinden:
1. Boverstedt
2. Bramstedtlund
3. Ladelund
4. Westre

## Geschichte
1889 wurde im Kreis Tondern der Amtsbezirk Ladelund aus den Gemeinden Ladelund und Westre und dem Gutsbezirk Boverstedt gebildet. 1928 wird aus dem Gutsbezirk die Gemeinde Boverstedt gebildet. 
1948 wurde der Amtsbezirk aufgelöst und die drei Gemeinden bildeten fortan das Amt Ladelund. 1954 wird aus einem Teil der Gemeinde Ladelund die Gemeinde Bramstedtlund gebildet.
Zum 1. Januar 1967 bildete das Amt mit dem Amt Süderkarrharde eine Verwaltungsgemeinschaft, in der die Verwaltungsgeschäfte vom Amt Süderkarrharde für das Amt Ladelund mit durchgeführt werden. Zum 1. Juli desselben Jahres wurde das Amt aufgelöst und die Gemeinden traten dem Amt Süderkarrharde bei, das seinen Namen daraufhin in Amt Karrharde änderte.
Boverstedt wurde 1970 nach Ladelund eingemeindet.